# Správní obvod obce s rozšířenou působností Jablunkov
Správní obvod obce s rozšířenou působností Jablunkov je od 1. ledna 2003 jedním ze čtyř správních obvodů rozšířené působnosti obcí v okrese Frýdek-Místek v Moravskoslezském kraji. Čítá 12 obcí.
Město Jablunkov je zároveň obcí s pověřeným obecním úřadem, přičemž oba správní obvody jsou územně totožné.

## Seznam obcí
Poznámka: Města jsou vyznačena tučně.
- Bocanovice
- Bukovec
- Dolní Lomná
- Horní Lomná
- Hrádek
- Hrčava
- Jablunkov
- Milíkov
- Mosty u Jablunkova
- Návsí
- Písečná
- Písek

## Obyvatelstvo
| Rok  | Obyv.  | ± %    |
| ---- | ------ | ------ |
| 1869 | 11 015 | —      |
| 1880 | 11 545 | +4,8 % |
| 1890 | 12 198 | +5,7 % |
| 1900 | 13 159 | +7,9 % |
| 1910 | 14 369 | +9,2 % |

| Rok  | Obyv.  | ± %     |
| ---- | ------ | ------- |
| 1921 | 15 026 | +4,6 %  |
| 1930 | 17 347 | +15,4 % |
| 1950 | 18 483 | +6,5 %  |
| 1961 | 20 331 | +10 %   |
| 1970 | 20 788 | +2,2 %  |

| Rok  | Obyv.  | ± %    |
| ---- | ------ | ------ |
| 1980 | 21 700 | +4,4 % |
| 1991 | 22 209 | +2,3 % |
| 2001 | 22 662 | +2 %   |
| 2011 | 22 214 | −2 %   |
| 2021 | 21 781 | −1,9 % |